# Amerila astraea
Amerila astraea är en fjärilsart som beskrevs av Moore 1867. Amerila astraea ingår i släktet Amerila och familjen björnspinnare. Inga underarter finns listade i Catalogue of Life.